# Starostav, Horohiv
Starostav (în ucraineană Старостав) este un sat în comuna Holoniv din raionul Horohiv, regiunea Volînia, Ucraina.

## Demografie
Componența lingvistică a localității Starostav
     Ucraineană (98,41%)
     Rusă (1,06%)
Conform recensământului din 2001, majoritatea populației localității Starostav era vorbitoare de ucraineană (98,41%), existând în minoritate și vorbitori de rusă (1,06%).